# Bad Frankenhausen
Bad Frankenhausen (chính thức: Bad Frankenhausen/Kyffhäuser) là một thị xã ở bang Thüringen, Đức. Đô thị này tọa lạc tại sườn nam của dãy núi Kyffhäuser, bên nhánh của sông Wipper, một sông nhánh của Saale. Đô thị này gồm các làng Seehausen, Udersleben và (từ năm 2007) Esperstedt.

## Nhân vật địa phương nổi bật
- Sethus Calvisius, nhà soạn nhạc.
- Martin Gottfried Weiss, chỉ huy trại tập trung Dachau.
- Ludwig Elsbett, người sáng chế máy Elsbett.
- Doris Schade, nữ nghệ sĩ.
- Christa Wolf, tiểu thuyết gia.
- Eva Padberg, người mẫu thời trang.

## Thành phố kết nghĩa
- Bad Sooden-Allendorf, Werra-Meißner-Kreis, Hesse, Đức, từ năm 1990.